# احمد صلاح حسنی
احمد صلاح حسنی (انگلیسی: Ahmed Salah Hosny؛ زادهٔ ۱۱ ژوئیهٔ ۱۹۷۹) یک بازیکن فوتبال اهل مصر است که در پست مهاجم بازی می‌کرد.

## باشگاهی
از باشگاه‌هایی که در آن بازی کرده‌است می‌توان به باشگاه فوتبال اشتوتگارت، باشگاه ورزشی الاهلی مصر، خنت، باشگاه ورزشی الاهلی مصر، چای‌کار ریزه‌اسپور، باشگاه ورزشی اسماعیلی، باشگاه فوتبال هانگژو گرین‌تاون، اشاره کرد.

## تیم ملی
وی همچنین در تیم ملی فوتبال مصر بازی کرده است.